# Ikons
Ikons — бокс-сет из четырёх компакт-дисков, выпущенный в 2008 году компанией Universal Music Group, включающий материал, записанный американской хард-рок-группой Kiss. Каждый диск посвящён одному из участников оригинального состава (Пол Стэнли, Джин Симмонс, Эйс Фрэйли и Питер Крисс) и содержит песни, которые являются вкладом этого участника в творчество группы.

## Список композиций

### Диск 1 (Красный):Демон
1. «God of Thunder» из Destroyer
2. «Almost Human» из Love Gun
3. «Calling Dr. Love» из Rock and Roll Over
4. «Ladies Room» из Rock and Roll Over
5. «Christine Sixteen» из Love Gun
6. «Deuce» из Kiss
7. «Rock and Roll All Nite» из Dressed to Kill
8. «Cold Gin» из Kiss
9. «Parasite» из Hotter Than Hell
10. «Larger Than Life» из Alive II
11. «Love ’em and Leave ’em» из Rock and Roll Over
12. «Plaster Caster» из Love Gun
13. «Radioactive» из Gene Simmons
14. «Charisma» из Dynasty

### Диск 2 (Фиолетовый):Звёздный парень
1. «Detroit Rock City» из Destroyer
2. «Love Gun» из Love Gun
3. «Take Me» из Rock and Roll Over
4. «Strutter» из Kiss
5. «C’mon and Love Me» из Dressed To Kill
6. «Hotter Than Hell» из Hotter Than Hell
7. «100,000 Years» из Kiss
8. «Rock Bottom» из Dressed To Kill
9. «Do You Love Me?» из Destroyer
10. «All American Man» из Alive II
11. «Mr. Speed» из Rock and Roll Over
12. «I Stole Your Love» из Love Gun
13. «Wouldn’t You Like to Know Me» из Paul Stanley
14. «I Was Made for Lovin' You» из Dynasty

### Диск 3 (синий):Космический Туз
1. «New York Groove» из Ace Frehley
2. «Shock Me» из Love Gun
3. «2,000 Man» из Dynasty
4. «Rocket Ride» из Alive II
5. «Snow Blind» из Ace Frehley
6. «Speedin' Back to My Baby» из Ace Frehley
7. «Talk to Me» из Unmasked
8. «What’s on Your Mind» from Ace Frehley
9. «Rip It Out» из Ace Frehley
10. «Save Your Love» из Dynasty
11. «Hard Times» из Dynasty
12. «Two Sides of the Coin» из Unmasked
13. «Dark Light» из Music from "The Elder"
14. «Into the Void» из Psycho Circus

### Диск 4 (зелёный):Человек-Кот
1. «Hard Luck Woman» из Rock and Roll Over
2. «Baby Driver» из Rock and Roll Over
3. «Hooligan» из Love Gun
4. «Beth» из Destroyer
5. «I Can’t Stop the Rain» из Peter Criss
6. «Black Diamond» из Kiss
7. «Mainline» из Hotter Than Hell
8. «Don’t You Let Me Down» из Peter Criss
9. «Dirty Livin'» из Dynasty
10. «Getaway» из Dressed To Kill
11. «Strange Ways» из Hotter Than Hell
12. «That’s The Kind of Sugar Papa Likes» из Peter Criss
13. «Easy Thing» из Peter Criss
14. «I Finally Found My Way» из Psycho Circus